# Saint Michel (Monaco)

Lage Saint Michel in Monaco

Saint Michel ist eine nördliche Wohngegend im Zentrum des Fürstentums Monaco. Der Bezirk ist einer der zehn modernen Verwaltungsbezirke von Monaco.

## Geografie
Saint Michel liegt im Norden des Landes, ein wenig oberhalb von Monte Carlo. Saint Michel wird allgemein als Teil von Monte Carlo betrachtet, obwohl es ein eigener Verwaltungsbezirk ist. Es verläuft direkt entlang der benachbarten französischen Stadt Beausoleil, sowie der Bezirke Monégasque, La Condamine und Les Moneghetti.

## Demografie
Saint Michel ist die drittbevölkerungsreichste Gemeinde in Monaco und die viertkleinste in Bezug auf Landgröße. Saint Michel hat 3907 Einwohner und ist 0,14 Quadratkilometer groß.
Es befinden sich zwei staatliche Schulen und zwei Privatschulen in diesem Bezirk.

## Tourismus
Saint Michel ist überwiegend eine Wohngegend, aber es gibt auch ein Dutzend kleine Hotels, Bed & Breakfast, Boutiquen und Restaurants.

## Merkmale
Aufgrund der Lage von Saint Michel – außerhalb des Stadtzentrums – sind die Wohnungspreise geringer als im Zentrum. Im Durchschnitt sogar 10 % bis 15 % günstiger als in den benachbarten Bezirken Monte Carlo oder La Condamine. Saint Michel besitzt zudem ein hohes Aufkommen an Autohäusern.